# Etxeberri (patronyme)
Pour les articles homonymes, voir Etxeberri et Etcheverry.
Etxeberri est un patronyme d'origine basque qui signifie « maison neuve ».
La graphie académique actuelle Etxeberri  ainsi que les graphies traditionnelles Cheverry, Etcheverry ,  Etcheberry , Cheverri, Echeverry, Detcheverry, Echeberri, Echeberry, Echeverri, Etcheverri et Cheberri ont la même racine.